# 白滝ジオパーク
白滝ジオパーク（しらたきジオパーク）は、北海道紋別郡遠軽町にあるジオパークである。
旧白滝村を中心に存在する地質や遺産を保護し、遠軽町全域をエリアとした「自然と文化の融合」をテーマに掲げるジオパークである。2010年（平成22年）に日本ジオパークネットワークへの加盟が認定された。
　

## 地質
この地域は白亜紀にユーラシアプレートと北米プレートの中間に位置しており、古太平洋プレートがプレートの下へと沈み、日高累層群と呼ばれるタービダイトがみられる。
また、3300万年前に発生したマグマが日高帯に貫入した白滝花崗岩や、約200数十万年前の噴火によって形成されたカルデラの内部と、その周辺に約220万年前に噴出した流紋岩マグマの噴出物が広り黒曜石が多数できた。

## 白滝黒曜石
日本の地質百選に選定されている八号沢露頭だけでなく、丸瀬布・遠軽・生田原と、それぞれの地域でも黒曜石が産出し、黒曜石密集地帯を構成している。

## 白滝遺跡群
湧別川とその支流の支湧別川流域にある旧石器時代後期黒曜石を石刃に製作していた遺跡が13箇所分布する。これら遺跡は、旧石器時代研究の初期から調査研究が進められ、東北アジア一帯に分布する特徴的な細石刃製作技法である「湧別技法」の標式となっている。こうした重要性を踏まえて、1989年（平成元年）に国の史跡に指定された。1997年（平成9年）に新たに確認された遺跡が追加指定されるとともに、名称が「白滝遺跡群」に変更された。
2023年（令和5年）6月27日には、出土品が国宝に指定されている。